# The Untold Story
A The Untold Story (kínaiul: 八仙飯店之人肉叉燒包) egy 1993-as hongkongi horrorfilm, amit Herman Yau rendezett. 
Bemutatója 1993. május 13-án volt Hongkongban.

## Szereplők
| Karakter      | Színész      | Megjegyzés |
| ------------- | ------------ | ---------- |
| Wong Chi-hang | Anthony Wong | főszereplő |
| Lee felügyelő | Danny Lee    |            |
| Bo            | Emily Kwan   |            |
| Cheng Lam     | Lau Siu-ming |            |
| Cheng Poon    | Shing Fui-On |            |

## Díjak és jelölések
| Év   | Filmfesztivál         | Díj             | Jelölt       | Eredmény |
| ---- | --------------------- | --------------- | ------------ | -------- |
| 1993 | Hong Kong Film Awards | Legjobb színész | Anthony Wong | Elnyerte |